# Marian Lityński

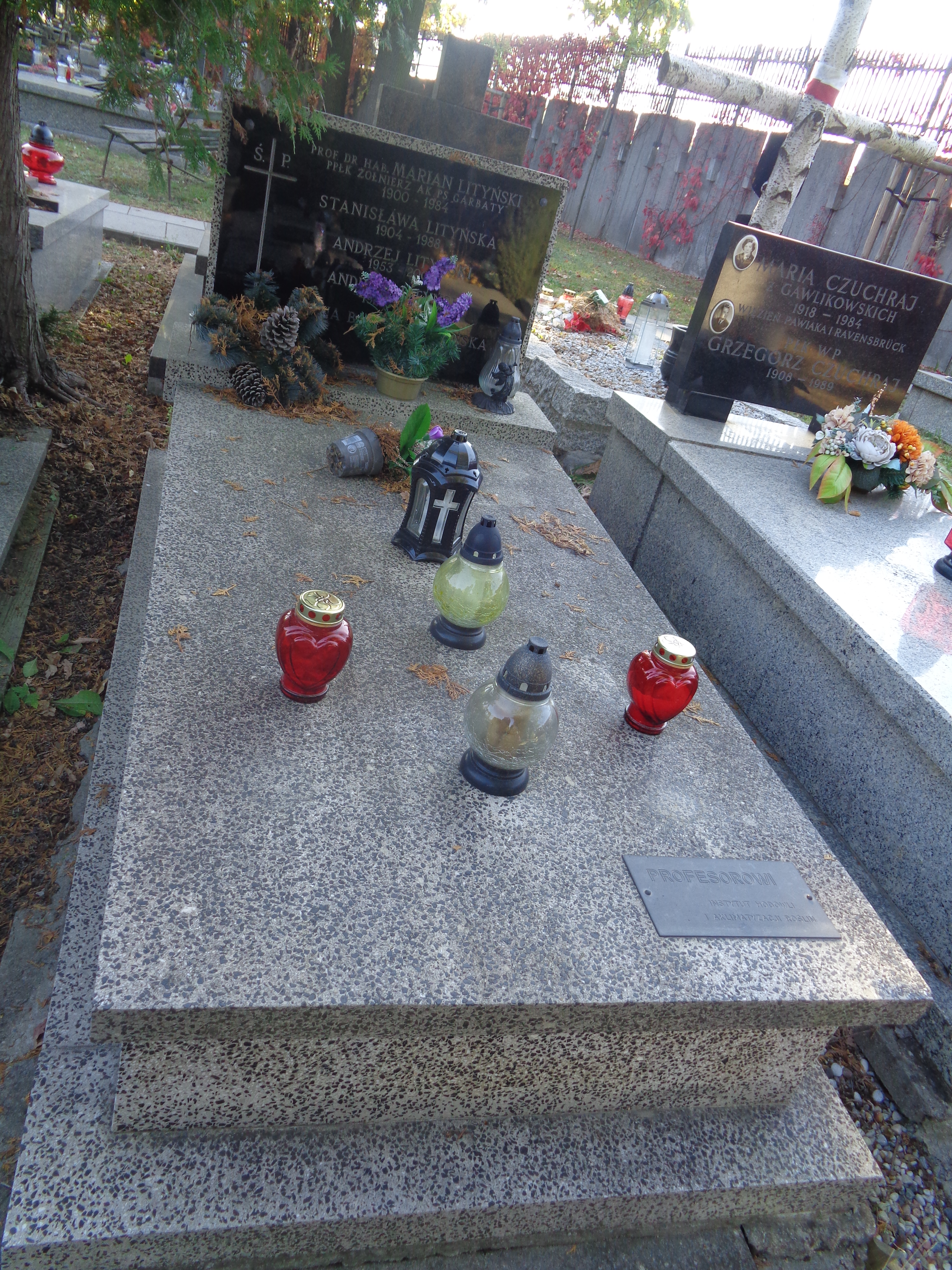
Grób Mariana Lityńskiego na Cmentarzu Wojskowym na Powązkach

Marian Lityński, ps. „Garbaty” (ur. 30 listopada 1899 w Tarnobrzegu, zm. 7 lutego 1984) – polski profesor nauk rolniczych, twórca i rektor Wyższej Szkoły Rolniczej w Szczecinie (1954–1962), wieloletni poseł do Krajowej Rady Narodowej (1945–1947), Sejmu Ustawodawczego (1947–1952) oraz Sejmu II kadencji (1957–1961), doktor honoris causa Akademii Rolniczej w Szczecinie

## Życiorys
Świadectwo dojrzałości otrzymał w 1916 w I Szkole Realnej w Krakowie i w tym samym roku rozpoczął studia na Wydziale Filozoficznym (Studium Rolnicze) Uniwersytetu Jagiellońskiego, które ukończył w 1921 z dyplomem magistra inżyniera rolnictwa, po czym pełnił obowiązki dyrektora Wydziału Doświadczalnego Towarzystwa Gospodarskiego Małopolski Wschodniej we Lwowie (1922–1931). W tym samym okresie pracował jako wykładowca w Szkole Głównej Gospodarskiej w Snopkowie pod Lwowem, po czym objął stanowisko dyrektora Szkoły Ogrodniczej w Zaleszczykach (do 1933). W latach 1933-1938 był nauczycielem w Średniej Szkole Rolniczej w Czernichowie.  
W 1934 został doktorem nauk rolniczych na  Uniwersytecie Jagiellońskim. W latach 1938–1939 pełnił obowiązki dyrektora Szkoły Średniej Ogrodniczej na Ursynowie. Podczas II wojny światowej pracował w Warszawskiej Izbie Rolniczej, równocześnie prowadząc szeroką działalność konspiracyjną jako żołnierz AK, pseudonim „Garbaty”. Stał na czele sztabu Kadry Polski Niepodległej (KPN). W 1943 aresztowany przez gestapo, był więziony w obozach koncentracyjnych (Auschwitz, Oranienburg, Buchenwald). 
W maju 1945 powrócił do kraju, gdzie objął stanowisko naczelnika Departamentu Oświaty w Ministerstwie Rolnictwa i kontynuował pracę naukową. Od 1947 był współorganizatorem Oddziału Ogrodniczego przy Uniwersytecie i Politechnice we Wrocławiu, wykładowcą z zakresu warzywnictwa i nasiennictwa ogrodniczego. W 1948 otrzymał stopień naukowy doktora habilitowanego Wydziale Rolniczym Uniwersytetu Wrocławskiego i został kierownikiem Katedry Warzywnictwa i Oddziału Ogrodnictwa Wydziału Rolniczego Uniwersytetu Wrocławskiego i Politechniki Wrocławskiej (1947-1954). W 1949 otrzymał tytuł profesora nadzwyczajnego, a w 1958 – tytuł profesora zwyczajnego. W latach 1951–1953 pełnił funkcję prodziekana Wydziału Rolniczego. 
Zainteresowania naukowe profesora Mariana Lityńskiego obejmowały agrotechnikę warzyw gruntowych, zwłaszcza ogórka. Jego najszersze badania naukowe dotyczyły biologii i przechowalnictwa nasion.  
W 1954 tworzył od podstaw Wyższą Szkołę Rolniczą w Szczecinie, której został pierwszym rektorem. W latach 1954–1956 był kierownikiem Katedry Ogrodnictwa, a w latach 1957–1959 – p.o. kierownika Katedry Ogólnej Uprawy Roli i Roślin. Od 1957 dodatkowo pracował w Instytucie Hodowli i Aklimatyzacji Roślin jako kierownik Zakładu Biologii i Przechowalnictwa Nasion. W czerwcu 1961 został powołany na członka Komisji ds. Budowy Hali Wegetacyjnej na macierzystym wydziale.
1 września 1962 na własną prośbę i za zgodą Senatu WSR w Szczecinie przeniósł się do pracy w Wyższej Szkole Rolniczej w Poznaniu do nowo tworzącej się Katedry Biologii Nasion i Nasiennictwa na Wydziale Ogrodniczym; kierował nią w latach 1962-1970, po czym przeszedł na emeryturę.
Zasiadał w Radzie Naukowej IHAR (1951–1971) w Radzikowie oraz Sekcji Biologii Nasion i Nasiennictwa PAN (jako jej prezes). Był członkiem Polskiego Towarzystwa Botanicznego, Międzynarodowego Stowarzyszenia Nasiennictwa oraz Instytutu Warzywnictwa (w tym przewodniczącym jego Rady Naukowej 1965–1970).
Został pochowany na cmentarzu Powązki Wojskowe w Warszawie (kwatera D4-5-11).
W 1974 został doktorem honoris causa Akademii Rolniczej w Szczecinie.

## Działalność polityczna po II wojnie światowej
W 1945 został członkiem Krajowej Rady Narodowej, reprezentując okręg Warszawa. Należał do SP – frakcji „Zrywu” opozycyjnej wobec Karola Popiela. Był pełnomocnikiem Zarządu Głównego SP na okręg dolnośląski. Stał na czele Wydziału Młodych ZG SP. W 1947 po raz kolejny uzyskał mandat poselski z listy państwowej Bloku Demokratycznego. Zasiadał w komisji ds. projektu ustroju naczelnych władz Rzeczypospolitej (tzw. małej konstytucji). W październiku 1949 wraz z Feliksem Widy-Wirskim i jego stronnikami opuścił partię nie zgadzając się z polityką prowadzoną przez Stefana Brzezińskiego. Do Sejmu powrócił jako bezpartyjny po odwilży październikowej (1957–1961).

## Wybrane publikacje[1][9]
Profesor Marian Lityński opublikował ok. 200 prac naukowych i popularno-naukowych, m.in.
- Kałuskie i stebnickie sole potasowe i ich opłacalność. Spółka Akcyjna Eksploatacji Soli Potasowych Lwów 1923, 27 ss.
- Wapno palone mielone i jego zastosowanie. Wyd. Tow. Gosp. Wsch. Małopolski Lwów 1927, 14 ss.
- Nawożenie warzyw. Podręcznik racjonalnej gospodarki nawozowej. Wyd. B. Połoniecki Lwów 1929, 176 ss.
- Melioracja, o której się zapomina. Rolnik Lwów 1929, 34, 5 ss.
- Studja nad odmianami moreli (Prunus armeniaca L.). „Roczn. Nauk Roln. Leśn.” 1935, 34, 2, s. 1-16
- Studia nad systematyką ogórków uprawianych w Polsce. „Ogrodnictwo” 1937, 1, s. 1-36
- Opowiadania z życia roślin. Wyd. Księgarnia Powszechna, Kraków 1938, 293 ss.
- Wapno nawozowe – znaczenie i stosowanie w praktyce rolniczej. Min. Roln. Reform Roln. Dep. Oświaty Roln. Warszawa 1946, 77 ss.
- Uprawa pomidorów. PWRiL Warszawa 1952, 46 ss. (wsp. T. Skąpski)
- Zastosowanie podczerwieni do zwalczania strąkowców (Bruchidae). „Roczn. Nauk Roln.” 1954, 69-A-4, s. 625-639 (wsp. Anna Wiłkojć)
- Warzywnictwo. Warszawa 1955, 1974, 1978 (wsp. Helena Nieć)
- Die biologischen Grundlagen der Samenaufbewahrung. Martin-Luther-Univ. Halle-Wittenberg 1957
- Ogólna uprawa warzyw. PWRiL Warszawa 1963
- Wpływ wilgotności środowiska na żywotność nasion niektórych gatunków roślin warzywnych. „Roczn. Nauk Roln.” 1964, 76A
- Ogórki pod szkłem. PWRiL Warszawa 1964, 279 ss.
- Biologia nasion i nasiennictwo. PWN Warszawa 1970 (red.)
- Ogórki w gruncie. PWRiL Warszawa 1973, 141 ss.
- Biologiczne podstawy nasiennictwa. PWN Warszawa 1977, 459 ss; 1982
- Warzywnictwo: podręcznik dla techników ogrodniczych. PWRiL Warszawa 1982

## Odznaczenia, nagrody i wyróżnienia[3][6][1]
- Krzyż Oficerski Orderu Odrodzenia Polski
- Krzyż Komandorski Orderu Odrodzenia Polski
- Odznaka „Zasłużony Nauczyciel PRL”
- Order Krzyża Grunwaldu III klasy
- Medal Dziesięciolecia Niepodległości
- Złoty Krzyż Zasługi
- Srebrny Krzyż Zasługi
- Krzyż Partyzancki
- Odznaka 'Zasłużony Pracownik Rolnictwa'
- nagroda Ministra Oświaty i Szkolnictwa Wyższego II stopnia (1970)
- nagroda Ministra Szkolnictwa Wyższego, Nauki i Techniki II stopnia (1978)
- nagroda Ministra Rolnictwa II stopnia (1975)
- doktor honoris causa Akademii Rolniczej w Szczecinie (1974)

## Upamiętnienie
Audytorium Maximum – największa sala wykładowa Wydziału Kształtowania Środowiska i Rolnictwa Zachodniopomorskiego Uniwersytetu Technologicznego w Szczecinie 4 lipca 2014 została nazwana imieniem profesora Mariana Lityńskiego.